# 6121 Plachinda
6121 Plachinda eller 1987 RU3 är en asteroid i huvudbältet som upptäcktes den 2 september 1987 av den ryska astronomen Ljudmila Tjernych vid Krims astrofysiska observatorium på Krim. Den är uppkallad efter astronomen Sergej I. Plachinda.
Asteroiden har en diameter på ungefär 5 kilometer.